# 崔用徳
崔 用徳（チェ・ヨンドク、최용덕、1898年9月19日-1969年8月15日）は日本統治時代の朝鮮の独立運動家であり大韓民国の軍人。韓国空軍創設者の1人。重慶帰りでは李範奭の次に位する人物であった。本貫は慶州崔氏（경주최씨）。号は滄石（창석）。別名は崔容徳、崔龍徳。中国名は崔滄石（崔沧石、ツイ・ツァンシー）。

## 生涯

### 軍閥時代
1898年、漢城府崇仁面城北里（現：ソウル特別市城北区城北洞）にて2等軍医官・崔益煥と泰安李氏の母の三男として生まれる。1908年に美洞鳳鳴学校に入学。15歳の時に北京の匯文大学校へ留学するが、のちに中退。平壌の崇実中学校を卒業する。その後中国に亡命。
1916年、段祺瑞軍閥（安徽派）傘下の南苑にある軍官学校（教導隊か？）を卒業。陸軍将校となり、中隊長として服務していた。参戦軍軍士教導団の青年教練官を経て参戦軍第2師（師長：馬良、済南）に配属。教練官としての優秀な成績による推薦と崔の志願により航空部隊に送られて飛行技術を学び、のちに保定航空教練所（後に保定航空学校に改称）が設立されると学生として編入される。航空学校の同期には第一次上海事変で日本軍と交戦した戦闘機搭乗員の一人であり、日中戦争期の中国空軍総指揮部参謀長となる石邦藩がいた。
また、三・一運動の起こった1919年ごろから独立運動にも積極的に参加するようになり、当初は安東の「怡隆洋行」を通じて大韓民国臨時政府交通部（総長：文昌範）の業務に参加したと思われる。同年6月、臨時政府の支援団体である大韓独立青年団が安東市内で結成された時、崔は徐曰甫や林基盤、金思益らに自宅を拠点として貸し出すほどだったという。これ以降、崔は徐曰甫と行動を共にするようになる。しかし翌年3月（1919年3月結成、11月解散とも）、日本の圧力で大韓独立青年団は解散となる。その後、朴容萬、申采浩ら創造派（反臨時政府・武力闘争派）と接近。1921年4月、申采浩らが李承晩の委任統治請願を糾弾したとき、崔と徐らはこれを支持、臨時政府の外交独立論・準備論への反発、独立戦争論を主張した。1922年、二人は金元鳳の義烈団に加入して爆弾の運搬、金相玉の支援等を行った。翌1923年、義烈団に政治的対立が発生すると二人とも離脱、宋虎などと共に申義団を結成した。また同年、韓僑同志会を設立したが、創造派でありながらその半数を占める共産主義・アナーキスト系を排除していた。
1924年、呉佩孚軍閥航空隊に所属して副飛行員として第2次奉直戦争に参加。戦争は直隷軍の敗北に終わり、崔は指揮部が離脱した状況で李天民や石邦藩などの同期と共に軍需物資の運搬を含む退却作戦を行った。1924年11月16日の東亜日報で戦死したと報道されるが、後に生還した事が確認された。11月、保定航空学校は孫岳率いる国民軍第3軍に接収される。
1925年秋、保定航空学校卒業。同学校の卒業生で航空隊が編成され、第1隊隊長に楊鶴霄、第2隊隊長に崔が就いた。国民軍第3軍の対奉魯軍（奉天軍、直魯軍）作戦に従事。
1926年3月、孫岳が病に倒れ、国民第3軍航空隊が呉佩孚率いる討賊聯軍に再度接収されると、今度は直隷派側として国民軍と対峙することになる。4月、呉は国民軍の楊虎城、李虎臣の部隊が拠点としていた西安城を攻略すべく、鎮嵩軍統領の劉鎮華を討賊聯軍陝甘軍総司令に命じた。同年夏、陝甘軍支援のため援陝航空支隊（隊長：鄒慶雲）が編成されると、崔も部隊に加わって西安の戦闘に参加した。援陝航空支隊に編入された6名の飛行員は保定航空学校出身で2～3例の実戦経験を持ち、崔は同期の推薦を受けて副隊長となった。陜州会興に船便で運ばれた飛行機の整備を完了した後、西安の覇橋飛行場に移動して本格的な作戦を開始した。この過程で熱くなった飛行機の冷却水を浴びたり、匪賊に略奪されるなどの苦難を経験し、匪賊は崔の話し方から外国人だと殴打を加えた。
冬に入り、西北軍の援助で陝甘軍が瓦解すると、器材の保全のため崔は深夜に東に向けて飛行することになった。夜が明けはじめ華陰上空に入ったところで霧に覆われ、燃料も尽きた状態となったが、崔は霧がかかった中着陸を試み、無事に成功させた。その時の飛行機と飛行場には夜間飛行用の計器や施設が無く、また夜間の離陸もこの頃の中国ではあまり無かった。夜間飛行を敢行して李天民と共に西安を脱出できたが、燃料不足により飛行機を放棄して本隊に合流した。
その頃、呉佩孚も北伐を開始した国民革命軍の攻撃を受け、各地で敗退を重ねていた。崔は孫伝芳の五省連軍に身を寄せ、1926年11月には上海・虹橋の五省連軍航空司令部（司令官：願栄昌）航空隊の飛行員となった。

### 中央空軍時代
劉沛泉と陳棲霞の瓦解工作によって、1927年初めに国民革命軍が上海に到達した際、器材や人員など全て接収され、同年3月に成立した国民革命軍東路軍航空司令部の飛行員となる。同年5月、東路軍航空司令部が解消され、南京に国民革命軍総司令部航空処（処長：黄秉衡）が成立すると航空第1隊（隊長：張維）副隊長となり、8月に孫伝芳軍の南京奪還を阻止する戦闘に投入された。10月20日、南京軍事委員会は唐生智討伐のため、李宗仁を西征軍総指揮に任命して第7軍などの部隊を向かわせた。航空処も曹宝清副処長、劉国楨教官、飛行員の劉芳秀、崔、李天民、李瑞彬を派遣して水上機隊を編成した。水上機隊は西征軍に同行し、陣地の偵察や武漢上空での伝単散布を行った。1928年2月、水上機隊（隊長：劉国楨）副隊長。
1929年3月8日、張維、劉義曾、関双銓と共に武漢民用航空股分有限公司のライアン ブロアム旅客機「漢口號」 を操縦して湖北省、河南省、山西省の長距離飛行を行った。これらの3省は呉佩孚の勢力基盤であり、国民革命軍内で蒋介石と対峙した唐生智と国民党左派の勢力中心であった。崔は南京政府と対立した地域の安定化作業に従事していたが、4月に北伐が本格的に再開すると、上海の航空第2隊に派遣され、作戦に参加した。同年5月、南京航空司令部設立時には水上機隊（隊長：耿煜曾、副隊長：田曦）飛行員であったが、5月21日に隊長の耿煜曾が殉職すると副隊長に就任。
北伐成功後、国民政府は軍縮と中央軍化を中心とした軍改革を推進したが、このような試みは各軍閥の反発を引き起こし、反蒋介石の旗を掲げた衝突が発生した。蒋介石の中央軍空軍は反蒋勢力の撃破に投入され、十分な飛行機を備えていない反蒋陣営は蒋介石隷下の空軍の偵察と爆撃にそのまま曝されることになり、航空偵察によって収集された情報は蒋介石の作戦判断の重要な基準となった。崔も蒋介石陣営として参戦し、同年11月に張発奎討伐に参加し、偵察や爆撃などの任務を引き受けた。
1930年、中原大戦が勃発すると、広東航空学校人員で編成された軍政部航空第4隊（隊長：楊官宇）副隊長。碭山県帰徳飛行場に駐留し蔣介石サイドとして参加。4月と5月に徐州や曹州などで偵察や爆撃任務を行ったが、5月中旬から本格的に展開された隴海戦役中に帰徳で左足を負傷したため、以降の戦闘からは外された。しかし翌1931年5月、上官の楊官宇が陳済棠の樹立した広州国民政府に従うと、崔も劉炯光 ら第4隊隊員とともにその私設空軍である広東空軍に参加したが、満州事変勃発後、広東空軍を離脱し再び南京国民政府に帰順。同年10月 に李青天が韓国独立軍を結成して崔を航空部長に任命したが、この指令が崔に届くことは無かった
中央空軍に帰還後、第4隊は楊鶴霄を隊長として立てなおされており、再び副隊長の職に就いたと思われる。1931年12月末に休暇を利用して南京から武漢方面に転任、その道中上海を訪れた。翌年1月には、元東北空軍の高志航ら2名が第4隊に補充される。
第一次上海事変では、漢口において王家墩飛行場を守備していた。日本租界に配備されていたサーチライトは強力な光を照射して飛行員の目を晦ますため脅威であった。また隊員の誰もが自機が離陸する前に租界から砲撃されることを知っていた。崔は「あいつらのサーチライトを使って風向きに応じて、我々が離着陸できるようになれば面白い」といった冗談を言って、部隊の憂鬱な空気を打破した。航空署は各航空隊から抽出した30機ほどの飛行機を南京防空に充てることにし、2月21日午後から崔も龍祚炎らと共に杭州筧橋に駐留した。
1932年、航空第2隊と共同で共産ゲリラの討伐に参加。同年冬、馬鞍山及び洪洞の共産ゲリラ討伐が完了すると剿匪空軍は再編され、崔は中央航空学校高級班を受けることになり、翌年に卒業。そのまま飛行教官として同校に留まり、後進（3期、4期生）の育成に力を注いだ。崔は教官として尊敬されており、このような人間関係は、この時の学生が日中戦争時には中間幹部となり、臨時政府の要員や文書輸送などの支援を引き出す基盤となった。1934年6月、同じ教官の劉超、黄光漢とともに大型機と思われる飛行機事故で負傷した。この事故による下顎破砕と左大腿骨の負傷で第一線飛行士としての活動に制約を受けることとなった。
1934年8月13日に校長の周至柔が蒋介石に向けて「崔滄石など4人の韓籍飛行員は忠実に服務中ですから心配ありません」との電報を宛てている。
1935年頃、独立運動にも再び積極的になり、大韓民国臨時政府本部のある杭州にて閔弼鎬や李範奭と接触、運動を支援している。当時教官であった羅英徳は崔の紹介で閔石鎬や李範奭などの独立運動家と知り合った。
後に漢口において中央航校陸空連絡班の創立に携わっていた。陸空連絡班は剿匪における陸軍と空軍の調整訓練に着眼したもので、崔はこれらのための施設、企画、講習、実習を一手に創立した。1935年5月、中央各師から一人ずつ選抜された上尉以上の軍官計53名が陸空連絡訓練班第一期として入学。続く二期生は62名が入学した。これらの成果として各軍や師団に迅速で確実な陸空連絡専門員が配置されるようになった。それだけでなく剿匪の軍事観を変え、日中戦争でも成果があった。
1935年春、南昌に老営房飛行場に代わる大型飛行場として南昌青雲譜飛行場（三家店飛機場）が新設されると、崔は同飛機場站長に就任。同年6月、飛行隊の拠点となりうる各主要都市の大型飛行場を「第三線飛機場」として、周辺エリアの小型飛行場の地勤業務を統括させる「航空総站」の制度が置かれたことを受け、空軍南昌航空総站長に就任する。空軍総站は8か所に編成されたが、そのうち一級は南昌と首都である南京の2か所だけであり、さらに空軍の最高機関である航空委員会が置かれていたため、崔が赴任した時点で南昌は中国空軍にとって最も重要な場所であった。同年11月に行われた演習で西軍航空大隊（隊長：劉芳秀）副隊長。
両広事変勃発後の1936年7月2日、飛行機で青雲譜飛行場に投降して来た黄志剛ら3名の広東空軍パイロットを保護すると、教導総隊隊長の毛邦初に引き合わせ、また南昌市内の松鶴楼にて昼食をふるまった。
日中戦争勃発後、同飛機場は南京・筧橋とともに中国空軍第4大隊をはじめ戦闘機隊の重要拠点となり、器材や燃料、弾の運輸、設備の補修や人員への給養の他に、戦前から招聘されていた南昌飛機制造公司のイタリア軍事顧問団技術者をはじめ、第14国際志願大隊、ソ連空軍志願隊の要求にも対応するという激務を強いられた。李天民は、崔が軍需作戦や迎撃の支援と戦闘後の収拾、外国人要員に対する支援などが効果的に行われるように方法を講じ、退却するまで最善を尽くして抗戦したと評価した。
1938年5月1日、中央訓練委員会陸空連絡訓練班（主任：朱暉日）副主任。1940年7月から1942年7月まで中国陸軍大学特別班第5期に在学。

### 光復軍の活動
陸軍大学卒業後は大韓民国臨時政府に参加。1942年8月、韓国光復軍常務局長（総務処長？）に任命。臨時政府の文書を桂林や西北、前線など中国各地に輸送するため、重慶の空軍軍区参謀長として空軍の輸送責任を負っていた羅英徳をよく訪ねていた。後に羅英徳が空軍作戦参謀処副処長となって作戦と輸送の責任を負うと、より頻繁となった。
独立運動に空軍が必要だと感じた崔は航空隊の創設に尽力した。これは、光復軍の人員が不足している状態であったため、少数の兵力で目に見える効果を出し米国にアピールする狙いがあった。1943年7月6日、国務委員会で崔の「空軍建設計画案（空軍建設計劃案）」が採択。同年8月に空軍設計委員会が創設され、崔が副主任、尹琦燮、金鉄男、李英茂、金震一、權基玉が設計委員に任命された。
1945年2月、中央陸軍軍官学校韓光班を卒業した50余名を重慶に集めて土橋隊が編成されると隊長に赴任。
終戦後、韓僑保護問題を担当する臨時政府駐華代表団が組織され、韓僑管理を担当する韓僑宣撫団と軍事処理を担当する光復軍司令部に分かれて運用されることになった。1945年11月に華北地域の韓僑を管理する華北韓僑宣撫団が北京に設置され、軍務組長に任命された。混乱した第2支隊と第3支隊を統合させ、日本軍兵士を中心に韓国人を吸収して光復軍駐華北弁事処が創設されると処長に就任。華北に派遣されていた空軍作戦処長の羅英徳を通じて、韓国人の帰国と臨時政府の文書輸送にアメリカ軍機の定期輸送を利用出来るようにした。北平にいた韓僑の多くが帰国するまで中国に留まり、1946年7月5日、38度線以南に帰国。

### 帰国後
崔や權基玉、李英茂などは独立運動に寄与した中国空軍出身者として名望が高く、東亜日報などの新聞で帰国記事が大きく報道された。また尹昌鉉などは航空建設に彼らの名声を活用しようと、すぐに歓迎式を開いた。崔も中国で航空隊の必要性を実感していたため、彼らに呼応した。歓迎式では、満場一致で、すでにある航空準備団体の統合が進められ、航空団体統合籌備委員会(航空團體統合籌備委員會)が組織され、崔が委員長に任命された。
朝鮮航空技術連盟、中央滑空研究所、朝鮮学生航空連盟の代表と関係者が数回会議で協議した結果、1946年8月10日に韓国航空建設協会が結成され、崔が会長に選定された。金貞烈などの日本軍出身者や協会の主軸である張徳昌や徐絃圭などと協力して航空部隊の創設を目指した。統衛部長の柳東説や顧問のテリル・プライス大佐と交渉して航空部隊創設を実現しようとしたが、米軍政は反対の立場であった。崔用徳と金貞烈は持続的な交渉をしながらも、大田に航空建設協会忠南支部傘下の航空学校を設立して人材を養成しようとした。
1947年後半から単独政府樹立が可視化され、国軍創設の必要性が出てくると米軍政は立場を変えて航空隊創設に着手し、航空部隊創設のために協議しに来た崔たちに合流するよう要求した。この時、米軍政より出された条件は、陸軍歩兵学校で二等兵として入隊しアメリカ式の教育を履修するというものだった。中国軍や日本軍で将校だった者は、もう一度二等兵としてやり直さねばならない要求に不満を抱いたが、崔は「李舜臣将軍も白衣従軍を行ったのだ、自らの軍隊で自らの領空を守る事が出来るという事に比べたら大した屈辱ではないだろう」と説得、これにより彼らも入隊を決意した。
1948年4月に金貞烈、張徳昌、李英茂、朴範集、李根晳、金英煥と共に航空幹部要員として歩兵学校と警備士官学校で教育を受けて、同年5月に陸軍少尉に任官。同年7月に陸軍航空基地司令官（中尉）。同年8月、国防部次官。蔡秉徳や申應均と共に国軍組織法の草案を起草した。この時、国軍組織法に陸軍航空兵は必要な時期に空軍に独立させることができるという留保条項を付則に反映させる重要な役割を果たした。陸軍と海軍だけ明示した草案が通過する直前、金貞烈と申應均の建議に応じて国会外交国防委員長に留保事項の反映を要求し、これが複数の議員の支持を受けて貫徹された。これによって国防部に陸海軍本部とは別に航空局が設置され、やがて1949年10月に大統領令によって空軍が独立できるようになった。
1950年5月、空軍士官学校校長、任准将。それから1か月後の6月25日に朝鮮戦争が勃発したが、当時の士官学校の武装は九九式短小銃10艇、拳銃3丁しかない有様だった。そこで崔は、往十里の製作所にて木銃150艇を製造させ生徒と教官に支給、また陸軍と連携して金浦地区警備司令部を編成するなど朝鮮人民軍の金浦半島上陸に備えた。しかし、ソウルの各軍司令部の撤退を見て南部撤退はやむなしと判断、学校を鎮海に移動させた。障壁のない銃後で空軍士官の育成に崔は全力を注ぎ、教育制度の整備などを通じて学校の体制をほぼ完成させた。またその一方で、「軍歌は軍人の士気を旺盛せしめ、必勝の信念を持たしめる」として空軍士官学校校歌や「空軍歌」（공군가）、「飛行行進曲」（비행행진곡）、「銀翼の歌」（은익의 노래）、「空軍行進曲」（공군행진곡）など数多くの軍歌を作詞した。「専門用語制定委員会」を設置して、当時無秩序に使用されていた軍隊用語と航空用語の統一作業にも力を入れた。
1950年7月8日、大邱基地において、航空基地司令部、空軍士官学校、補給廠、空軍病院、憲兵隊を隷下に勤務部隊が編成され、崔が部隊長となった。7月19日、空軍本部は指揮体制を確立するため勤務部隊を後方司令部に改編し、引き続き崔が司令官となった。
1951年7月6日、空軍本部は単一だった参謀副長制を作戦参謀副長と行政参謀副長に分け、作戦参謀副長に崔用徳を、行政参謀副長に金昌圭准将を任命した。
1952年5月、任少将。同年12月1日、空軍参謀総長。東部戦線にて激戦が展開された固城郡の351高地の近接支援任務を主導。休戦まで空軍の作戦を総指揮し、また米軍と協調して軍援使用計画書を作成し空軍発展に貢献した。1953年2月には空軍が保有していたF-51Dを始めとする各種航空機の増加に応じて、江陵基地で単独出撃作戦を遂行していた第10戦闘飛行戦隊を戦闘飛行団に昇格させ、第1戦闘飛行団はパイロット養成専門化のため、訓練飛行団に改編した。その他にも米軍の指導下で実施していた情報教育を韓国空軍も実施するため、ソウルに空軍本部直轄の情報学校を設立し、軍用施設の新築や補修を担当する第43施設戦隊を創設した。また飛行機製作こそ空軍強化の道と考え、航空廠を設置、後に復活号が開発された。
1955年、空軍参謀総長顧問。
1956年1月、予備役編入。
1960年、逓信部長官。
1961年、中華民国大使。
1965年、韓中文化協会会長（2代）。
1969年8月15日午後2時40分に持病であった高血圧によりソウルの自宅で死去。3日前に危篤を知って台湾からやってきた妻の胡用国とその妻に背負われてきた生後数か月の孫娘、詩人の李殷相が臨終を見守った。娘の崔宝旭は産後の体調が優れず来ることができなかった。遺言は「私が死んだら、軍服を着せて埋めてくれ。我が国で作られた飛行機に乗らずして死ぬとは、無念だ」。遺産は240ウォンのみであった。
19日午前10時、空軍本部にて告別式が執り行われた。また、光復前より親交のあった李殷相は崔の死を悼み、「哀詞」と題した歌を詠んだ。
2006年、金英煥や李根晳と共に韓国空軍史の象徴人物に選ばれた。
2015年6月、戦争記念館が「6月の護国人物」に選定。
2018年9月の「今月の独立運動家」に選定。同年12月、空軍教育司令部に多目的ホールが建てられ「崔用徳館」と命名された。
2019年11月、空軍70周年を記念して空軍士官学校に銅像が建てられた。翌12月、空軍教育司令部にある多目的ホール（崔用徳館）の入り口にも銅像が建てられた。
2022年6月、国家報勲処が「今月の6.25戦争英雄」に選定。

## 年譜
- 1916年 - 中国軍官学校卒業

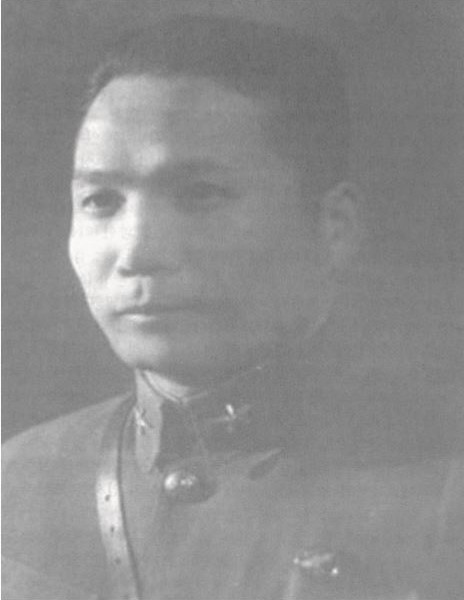
中華民国空軍時代（1939年ごろ）

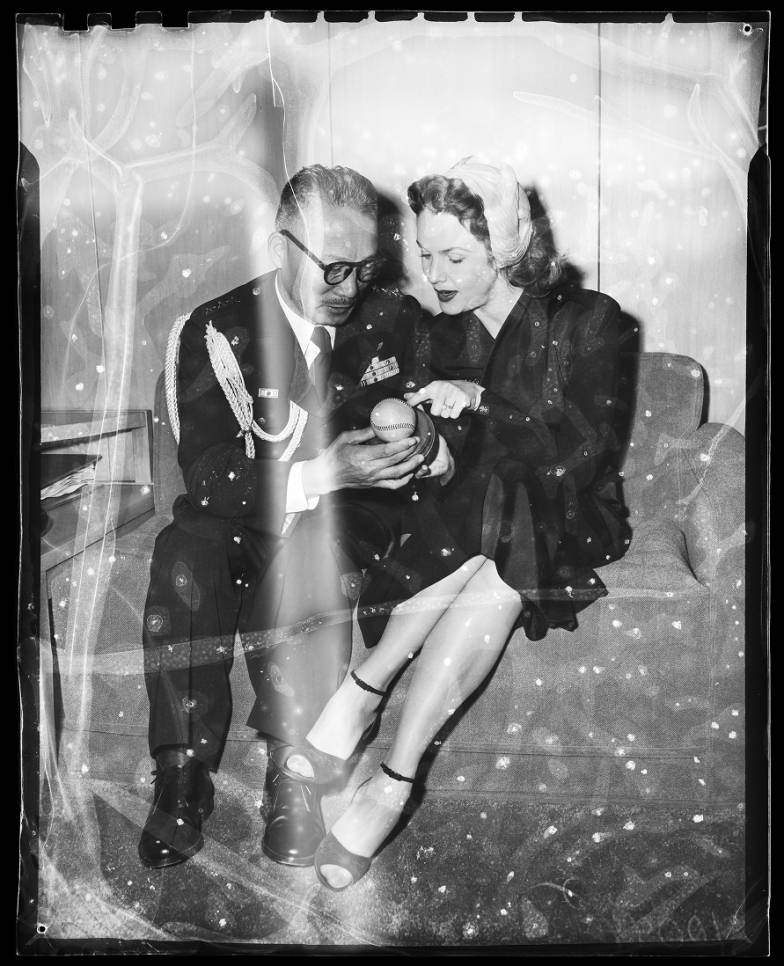
女優のバーバラ・ブリトンと（1953年11月4日）

- 1924年4月 - 保定航空教練所（後に保定航空学校に改称）入所
- 1925年秋 - 保定航空学校卒業、国民第3軍航空第2隊隊長
- 1926年
  - 6月 - 討賊聯軍航空司令部援陝支隊副支隊長[93]
  - 11月 - 五省連軍航空司令部飛行員
- 1927年
  - 3月 - 国民革命軍東路軍航空司令部飛行員
  - 4月18日 - 航空処航空第1隊隊附[94]
  - 5月 - 航空処航空第1隊副隊長[23]
  - 10月 - 西征軍水上飛機隊飛行員（飛機師）[25]
- 1928年
  - 2月28日 - 航空司令部水上飛機隊副隊長[95]
  - 7月 - 第4集団軍航空隊副隊長
- 1929年
  - 5月1日 - 南京航空司令部水上飛機隊飛行員[29]
  - 6月 - 水上飛機隊副隊長[29]
- 1930年
  - 10月20日 - 陸軍中校[96][注釈 15]
  - 10月24日 - 軍政部航空第4隊副隊長[98]（～1933年7月18日）
- 1933年7月18日 - 航空第4隊隊附[99]（～1934年1月17日）、空軍少校上級[100]
- 1934年1月17日 - 中央航空学校教育処教官[101]（～1935年4月）
- 1935年
  - 春 - 南昌青雲譜機場站長
  - 6月 - 南昌総站長
  - 9月7日 - 空軍少校[102]
  - 11月 - 西軍航空大隊副大隊長
- 1937年9月7日 - 空軍中校[103]
- 1938年5月2日 - 中央訓練委員会陸空連絡訓練班副主任
- 1940年7月 - 中国陸軍大学特別班第5期入校
- 1942年
  - 7月 - 中国陸軍大学特別班第5期卒業
  - 8月 - 光復軍総司令部総務処長 / 中国空軍上校
  - 10月17日 - 韓国光復軍官兵消費合作社創立会議主持[104]
- 1943年
  - 5月 - 韓国独立党中央監察委員[105]
  - 7月6日 - 光復軍総司令部高級参謀[106]
  - 8月19日 - 韓国臨時政府空軍設計委員会副主任[107]
- 1945年
  - 2月 - 土橋隊隊長
  - 5月1日 - 光復軍総司令部参謀処長[108]
  - 7月 - 韓国独立党中央常務執行委員[109]
  - 11月 - 駐華代表団華北韓僑宣撫団軍務組主任[110]、光復軍駐華北弁事処長、光復軍北平暫編支隊長[67]
  - 11月15日 - 光復軍駐平弁事処長[67]
- 1946年
  - 7月5日 - 帰国
  - 7月26日 - 航空団体統合籌備委員会委員長[111]
  - 8月10日 - 韓国航空建設協会会長
- 1948年
  - 4月1日 - 陸軍歩兵学校入校
  - 5月1日 - 陸軍歩兵学校卒業、朝鮮警備士官学校入校
  - 5月14日 - 朝鮮警備士官学校卒業、陸軍少尉任官
  - 6月26日 - 朝鮮警備隊航空処長兼統衛部航空総監[112][113]
  - 7月15日 - 朝鮮警備隊航空基地司令官[113]
  - 8月20日 - 国防部次官（～1950年5月13日）
- 1950年
  - 5月14日 - 空軍准将[114][115]、空軍士官学校校長（～1952年12月1日）[116]
  - 6月25日 - 金浦警備司令官[117]（～7月6日[118]）
  - 7月8日 - 空軍勤務部隊長
  - 7月19日 - 空軍後方司令官
  - 7月25日 - 空軍参謀総長秘書室長[119]
  - 10月17日 - 航空基地司令官[120][121]
  - 11月28日 - 空軍本部参謀副長[122]
- 1951年7月6日 - 空軍本部作戦参謀副長（～1953年5月1日[123]）
- 1952年
  - 5月 - 空軍少将
  - 12月1日 - 空軍参謀総長
- 1953年1月31日 - 空軍中将[124]
- 1954年1月19日 - 空軍参謀総長顧問[119]
- 1956年11月1日 - 退役[119]
- 1957年10月 - 慶州崔氏宗親会会長（～1958年5月）[125]
- 1960年
  - 5月 - 在郷軍人会副会長[126]
  - 6月2日 - 逓信部長官
- 1961年7月 - 駐中華民国大使（～1962年8月27日）
- 1965年 - 韓中文化協会会長（～1968年）

## 勲章
- 六等宝鼎章（中国語版） - 1931年4月29日[127]
- 金星忠武武功勲章 - 1951年
- 共匪討伐記章 - 1952年
- 朝鮮戦争従軍記章（英語版） - 1952年
- 金星乙支武功勲章 - 1952年
- 大統領綬章 - 1952年
- 銀星太極武功勲章 - 1953年6月10日[128]
- 国連従軍記章（英語版） - 1954年
- 大統領綬章 - 1954年
- 功労勲章 - 1957年
- 建国勲章独立章 - 1962年
- 大綬雲麾勲章 - 1962年8月

## 人物像
保定航空学校同期の李天民は自著にて「彼の品徳、学識、技術はいずれも抜きんでていた」と回想する。
羅英徳は、崔を最も尊敬する人物の一人としている。
羅英徳が空軍参謀処長の時、崔用徳の紹介で整備士の孫基宗を知り、蒋介石総統専用機の構成員に孫基宗を入れて、専用機を管理させたという。
空軍創設当時偵察パイロットであったペ・サンホ少将によれば、中国空軍出身にも拘らず飛行機にはあまり乗らなかったという。
複数の事故の結果、後遺症が残り飛行士を引退したとされるが、事故の時期については各文献で記述が異なる。朝鮮日報による胡用國の取材記事では飛行事故で3回重傷を負ったと報じている。空軍士官学校総同窓会発行の『星武』では、軍閥による内戦中、エンジンの冷却水が操縦席に漏れて緊急着陸時に機体が転倒する、任務中にエンジンの故障で不時着する、投下されていない爆弾が着陸時に爆発するなどの事故に遭ったことで障害が残るほどの傷を負ったとされる。李天民によれば、1930年の隴海戦役の際に帰徳で左足を、1934年の剿匪戦役では南昌で腰を負傷したとしている。崔用徳が駐華大使に赴任した際、台湾メディアは、日中戦争で南昌から移動中に敵の攻撃で被弾し、足が不自由になったと報じた。飛行教官から連絡班教官に変わったことから、教官時代の1934年6月に起きた事故が飛行士としての活動に大きな打撃を与えたとされている。韓国国防部軍史編纂研究所編『6・25戦争史 第1巻 戦争の背景と原因』では空軍中校の時に起きた事故で飛行士を引退したとしているが、空軍中校に昇進した1937年時点ではすでに後方勤務に従事しており、少校であった1934年の事故を指していると思われる。
また『朝鮮人特攻隊 「日本人」として死んだ英霊たち』によれば、過去の事故により韓国空軍創設時代には操縦桿が握れなかったとしているが、国家文化資料庫にある中国大使時代の写真を見ると、コップを持つ、勲章を縫い付けるなどの動作が出来ており左右の手どちらも不自由な様子は見られない。一方前述の「哀詞」では、「韓日戦線でばらばらに砕かれた足の骨、血の涙を湛え、独立運動の手本として足を引きずっていた不具将軍、この地に生きる思想の不具者」と足に後遺症が残った事を伺わせる一節がある。
一方、朝鮮戦争関連の証言では離着陸間の操縦に難点はあったが、巡航中は無理なく操縦できたという。
質素な生活を是としており、韓国政府の高官になってもそれは変わらなかった。羅英徳によれば、杭州で活動していた時期に毎月の給料は700元であったが、手元には生活費の40元しか残さず、残りは同志に与えていた。また第2次大戦終結後に再会した時には、服を友人に与えて、自身はぼろぼろの服と靴を着て冬の北平や天津で活動していた。服はないか尋ねると友人に与えたと言うので、崔用徳らに倉庫にあった日本人の冬服を供給した。
権基玉によれば、貧しかったのは清貧なだけではなかった。常に他人を助けることが好きで、中国時代に付き合いのある知人に履いていた靴まで脱いだことがあったという。
光復軍時代は月給の3分の2を光復軍に献納していた。
韓国空軍でも、給料の多くを後輩達のために使い、予備役編入後は葛月洞（갈월동）の借家で暮らしていた。これを聞いた金成龍ら全将兵や予備役軍人の親睦団体であるボラメ会（会長：張徳昌）の会員が寄付金80万ウォンで大方洞に20坪の洋館を建て、さらに20万ウォン分の生活用品も揃えた。1968年12月24日、当時参謀総長であった金成龍を含めた歴代参謀総長、韓国初の女性飛行士である權基玉などが集まって崔の新居入住式が行われた。

## 親族

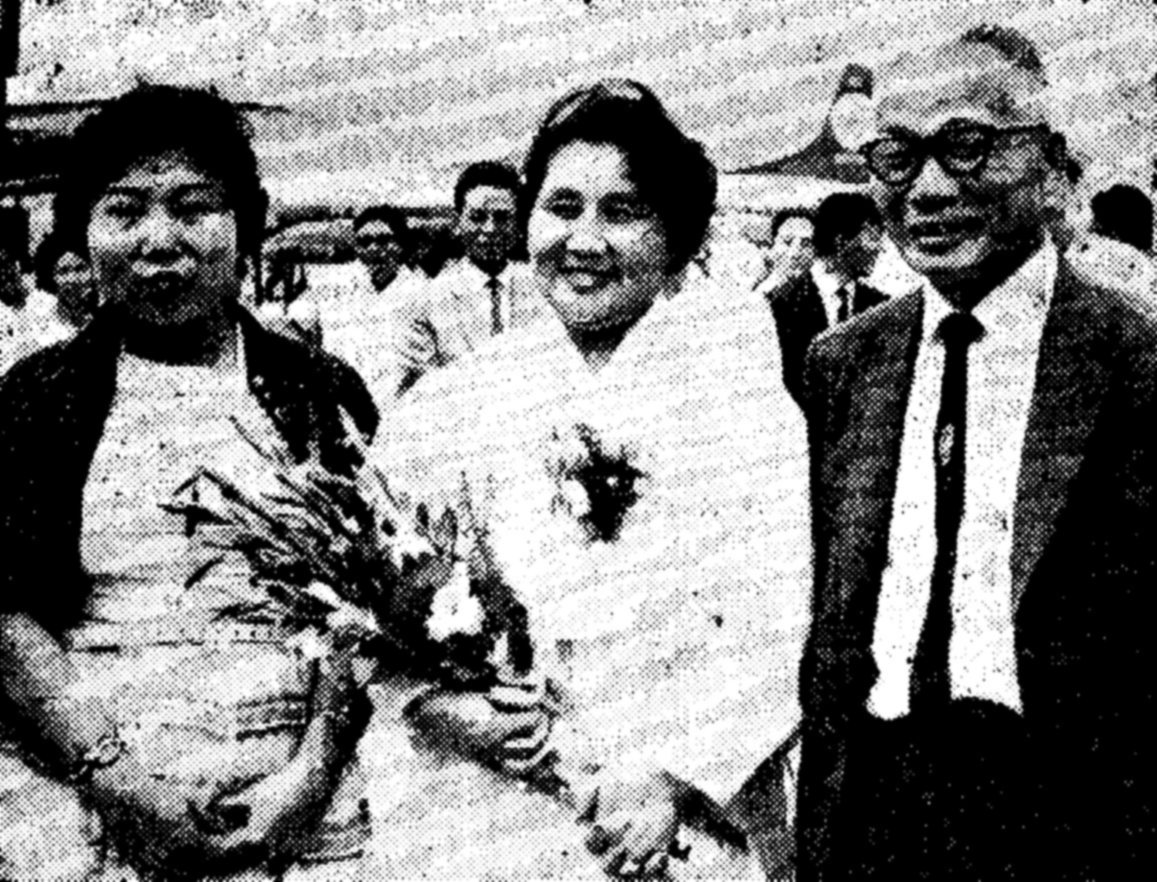
台湾大使着任直後の崔一家。右より崔用徳、胡耀東、宝旭（1961年7月19日）

- 妻 胡耀東（中国人、天津籍、上海体育専科学校優秀生、1928年春結婚[39]、後に胡用國に改名、1991年直腸癌により死去[135]）
- 娘 崔宝旭（최보옥、1960年米国の大学卒業、潘明五との間に一人娘）
- 婿 潘明五（中華民国軍軍人、結婚時は少校[136]）
- 義姉 胡靜芳（胡耀東の姉、石邦藩の妻[39]）
- 義弟 胡治平（胡耀東の弟、陸軍工兵軍官、中国空軍に服務[39]、中共に転向？）、胡振祥（同じく胡耀東の弟、中央航校8期、遷台後は松山基地大隊長）